# 山内病院
山内病院（やまうちびょういん）は、神奈川県藤沢市にある医療機関である。

## 診療科
出典
- 呼吸器内科
- 消化器内科
- 循環器内科
- 糖尿病・内分泌内科
- 神経内科
- 整形外科
- 臨床検査科
- 薬剤科
- 放射線診療科
- リハビリテーション科
- 栄養科

## 部門
出典
- 透析室
- 内視鏡室
- 健康管理健診センター
- 看護部
- 臨床検査科
- 放射線科
- 薬剤科
- リハビリテーション科
- 臨床工学科
- 栄養科

## 交通
出典
- JR東日本　東海道本線　藤沢　徒歩3分
- 小田急電鉄　江ノ島線　藤沢　徒歩3分
- 江ノ島電鉄　江ノ島電鉄線　藤沢　徒歩3分